# ددی بن دایان
ددی بن دایان (به انگلیسی: Dedi Ben Dayan) مدافع اهل اسرائیل است که از سال ۲۰۰۰ تا ۲۰۱۲ میلادی عضو تیم ملی فوتبال اسرائیل بوده و در ۲۸ بازی ملی حضور داشته است. ددی بن دایان توانسته در بازی‌های ملی، ۱ گل به ثمر برساند.